# Fastighetsregistret
Fastighetsregistret (äldre benämning stadsregistret och jordregistret) är svenska statens förteckning av fastigheterna med uppgifter om lagfarter och annan fastighetsinformation grundad på författningsbestämmelser. Av bestämmelserna framgår bland annat hur fastighetsregistret ska föras, för vilka ändamål personuppgifter får användas och vilka uppgifter registret ska innehålla.
Registret förvaltas och utvecklas av Lantmäteriet medan uppdatering av informationen i registret sker från lantmäterimyndigheter, inskrivningsmyndigheten, skatteverket och kommuner.

## Historia
Jordregistret var en förteckning över fast egendom i Sverige. Jordregistret inrättades genom en kunglig förordning av 13 juni 1908 för att ersatta den äldre jordeboken för fastigheter på landsbygden, medan städer och stadsliknande samhällen omfattades av stadsregistret.  Uppläggandet av jordregistret färdigställdes 1931. Som tillsynsmyndighet för jordregistret utsågs Lantmäteristyrelsen.
Fastighetsregistret i städerna (stadsregistret) kom efter lagen om fastighetsbildning i stad 12 maj 1917. Fastighetsregistret i städerna kom att utgöras av en tomtbok för tomterna och en stadsägobok för stadsägorna. I städerna organiserades enheterna utifrån kvarter eller ägor i stället för jordeboksenheter. Städerna hade även möjlighet att hålla med en egen registersakförare och fastighetsregistret därmed skötas oberoende av Lantmäteriet, även om de flesta städer hade överlantmätaren som registersakförare. Förutom städer kunde även municipalsamhällen och köpingar efter beslut av Regeringsrätten föra fastighetsregister såsom för stad.
Jordregistret och fastighetsregistret överfördes till ett gemensamt IT-baserat register i perioden från 1968 till 1995. 
Från 1 januari 1972 överfördes ansvaret för registerföringen av stadsregistren till
Länsstyrelsen. 
Numera ansvarar Lantmäteriet i samarbete med Inskrivningsmyndigheten, Skatteverket och
kommunerna för fastighetsregistret.

## Fastighetsregistrets fem delar
Registret är uppbyggt av fem delar, en allmän del, en inskrivningsdel, en adressdel, en byggnadsdel och en taxeringsuppgiftsdel.
Den allmänna delen
Allmänna delen utgör en översikt över Sveriges indelning i fastigheter och samfälligheter. Den allmänna delen innehåller uppgifter om fastigheter och samfälligheter, koordinater, planer och bestämmelser, kvarter, gemensamhetsanläggningar samt registerkartan. Det är viktigt att notera att fastighetsregitrets allmänna del inte har rättskraft och att innehållet inte är garanterat av staten. Vill man ha säker visshet om en fastighets omfång, rättigheter med mera, måste de myndighetsbeslut dokumenterade i förrättningsakter som lagras i Lantmäteriets digitala arkiv Arken studeras. Uppgifter i fastighetsregistrets allmänna del ändras bland annat genom lantmäteriförrättning.
Inskrivningsdelen
Inskrivningsdelen innehåller lagfarts- och tomträttsuppgifter, till exempel köpeskilling, köpedatum och ägare. Delen innehåller också inteckningar, rättighetsinskrivningar, anteckningar och uppgifter om äldre förhållanden. Inskrivningsdelens uppgifter om lagfarter garanteras av staten och har rättskraft, dvs det är själva registerinnehållet som är det rättsligt gällande.
Adressdelen
Adressdelen innehåller uppgifter om belägenhetsadresser samt viss tilläggsinformation till adress, till exempel populärnamn, postnummer och postort.
Byggnadsdelen
Byggnadsdelen innehåller uppgifter om byggnader som inrymmer bostäder, lokaler, industrier m.m. Uppgifterna anger bl.a. byggnadens läge samt uppgifter från adressdelen och taxeringsuppgiftsdelen. Byggnadsdelen innehåller också viss tilläggsinformation, till exempel alternativnamn och tätortstillhörighet.
Taxeringsuppgiftsdelen
Taxeringsuppgiftsdelen innehåller taxerings- och värderingsenhetsuppgifter för mark och byggnader. Uppgifterna hämtas från Skatteverket en gång per år.

## Informationsgrupper
Informationen i fastighetsregistret är indelad i olika informationsgrupper:
1. Gällande fastighetsbeteckning
2. Övriga anmärkningar
3. Församling, socken
4. Tidigare beteckning
5. Ursprung
6. Avregistrering
7. Adress
8. Areal
9. Läge, karta 
11. Fristående fiske
12. Andel i samfällighet eller gemensamhetsanläggning
13. Skattetal (för fastigheter) eller ändamål (för samfälligheter och gemensamhetsanläggningar)
14. Delägande fastigheter (för samfälligheter)
15. Åtgärder, fastighetsrättliga och tekniska
16. Avskild mark
17. Rättigheter
18. Planer, bestämmelser och fornlämningar
19. Taxeringsuppgifter, typkod
20. Taxerad ägare
21. Lagfart
22. Inskriven tomträttsupplåtelse
23. Inskrivet tomträttsinnehav
24. Inteckningar och inskrivna avtalsrättigheter
25. Anteckningar
26. Äldre förhållanden
27. Ajourförande myndighet
80. Förvaltande förening (för samfälligheter och gemensamhetsanläggningar)
Informationsgrupp 1–20 hör till fastighetsregistrets allmänna del och ajourförs av Lantmäteriets division Fastighetsbildning. Informationsgrupp 21–26 hör till inskrivningsdelen och ajourförs av Lantmäteriets division Fastighetsinskrivning.
Om en fastighet berörs av en pågående lantmäteriförrättning finns en notering om detta.
Avtalsservitut som belastar en fastighet nämns under både informationsgrupp 17 och 24, eftersom grupperna ajourförs av olika divisioner.